# Ogedai Khan
Ogedai, Oguedai ou Ogodai (em mongol: Өгэдэй; romaniz.: Ögedei; 7 de novembro de 1185 - Caracórum, 11 de dezembro de 1241) foi o segundo cã do Império Mongol, após seu pai Gengis (r. 1206–1227), fundador do Império Mongol, de 1229 a 1241. Foi o primeiro, no entanto, a adotar o título de grão-cã. 

## Vida
Oguedai nasceu em 1185 e era filho de Gengis Khan (r. 1206–1227), o fundador do Império Mongol. Em 1229, sucedeu o seu irmão Tolui Cã (r. 1227–1229) como cã, mas adotaria o título de grão-cã. Estabeleceu a sua base no rio Orcom, onde fundou Caracórum. Tal como seu pai, conduziu várias campanhas simultaneamente ao usar vários generais que agiram independentemente, mas estiveram sujeitos a suas ordens. No Oriente, atacou o nortista Império Jim (1115–1234) com ajuda do sulista Império Songue (960–1279), que desejava recuperar territórios perdidos. A aliança permitiu a captura da capital Jim de Caifengue em 1234. A pedido de Ielu Chucai, não arrasou o norte da China à mongol, e com isso preservou a riqueza e habilidade dos habitantes.
No Ocidente, Oguedai enviou exércitos ao planalto Iraniano, Iraque Árabe (sul da Mesopotâmia) e Rússia de Quieve. Em 1240, após o Saque de Quieve, a resistência russa ruiu. Em 1241, os mongóis derrotaram os forças do Reino da Polônia e Sacro Império Romano-Germânico na Batalha de Legnica e então o Reino da Hungria na Batalha de Mohi. Isso lhes permitiu atravessar o território da Hungria e alcançar o mar Adriático. Essa campanha, no entanto, foi interrompida pela morte de Oguedai devido a problemas de alcoolismo. A evidência dendrocronológica tem apontado, por sua vez, que o inverno de 1241-42 na Hungria foi particularmente rigoroso, levando ao fim da expedição. Seja como for, a viúva de Oguedai, Toreguene, assumiu o papel de regente até 1246, quando cedeu o trono a seu filho mais velho Guiuque Cã.

## Descrição
As fontes contemporâneas descreveram Oguedai como homem severo e enérgico, amante de bebedeiras e lascívia.